# Przytoczno (Pojezierze Poznańskie)
Przytoczno (niem. Grosser See) – jezioro na Pojezierzu Poznańskim, w powiecie międzyrzeckim, w gminie Przytoczna.

## Charakterystyka
Jezioro położone przy wschodnich krańcach miejscowości Przytoczna, na jego północnym brzegu zlokalizowano gminne kąpielisko. Misa jeziora ma wydłużony kształt, który jest charakterystyczny dla jezior rynnowych. Jest to jezioro przepływowe.